# 16 Batalion Saperów (1939)

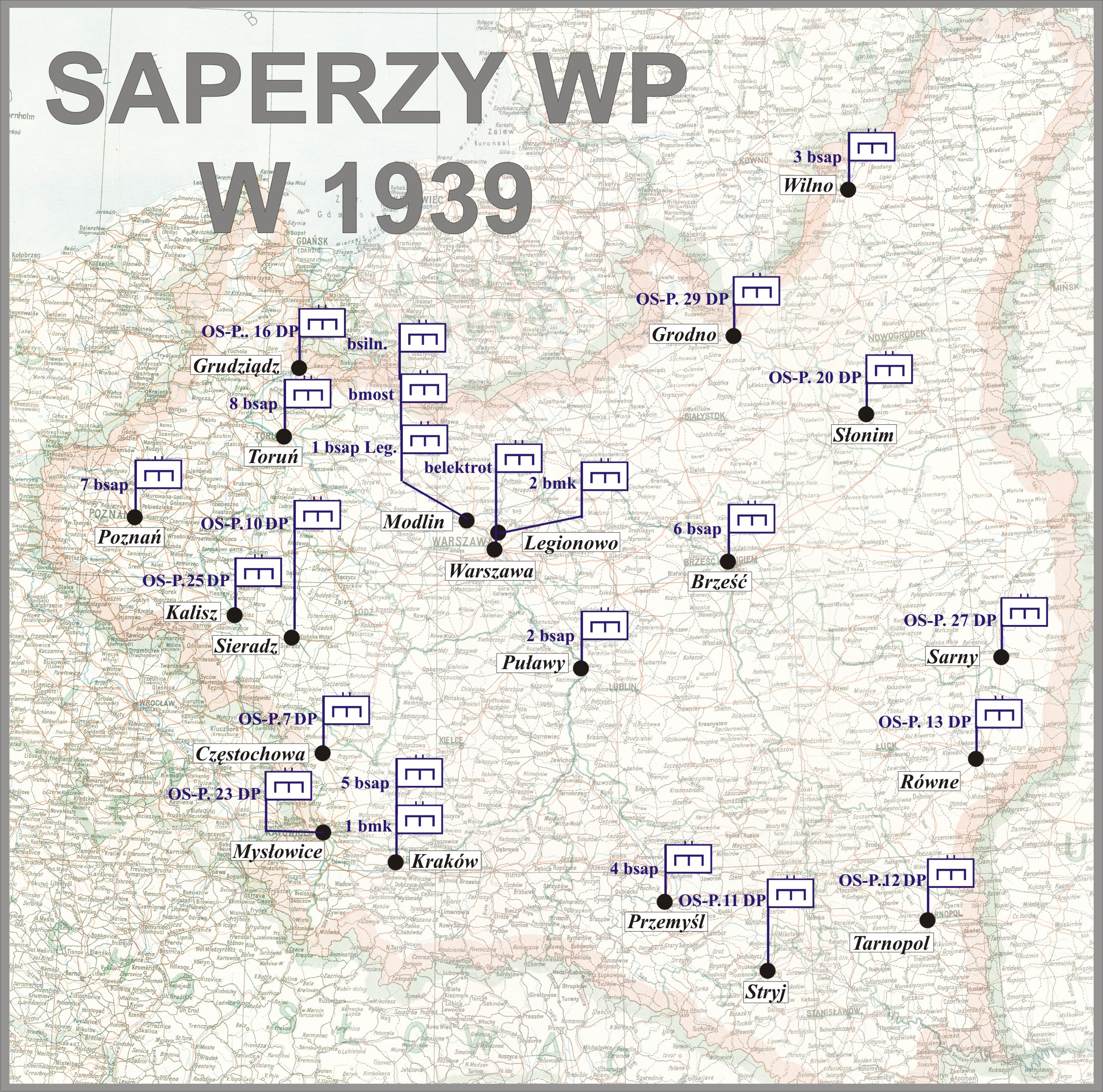
Jednostki saperskie WP w 1939

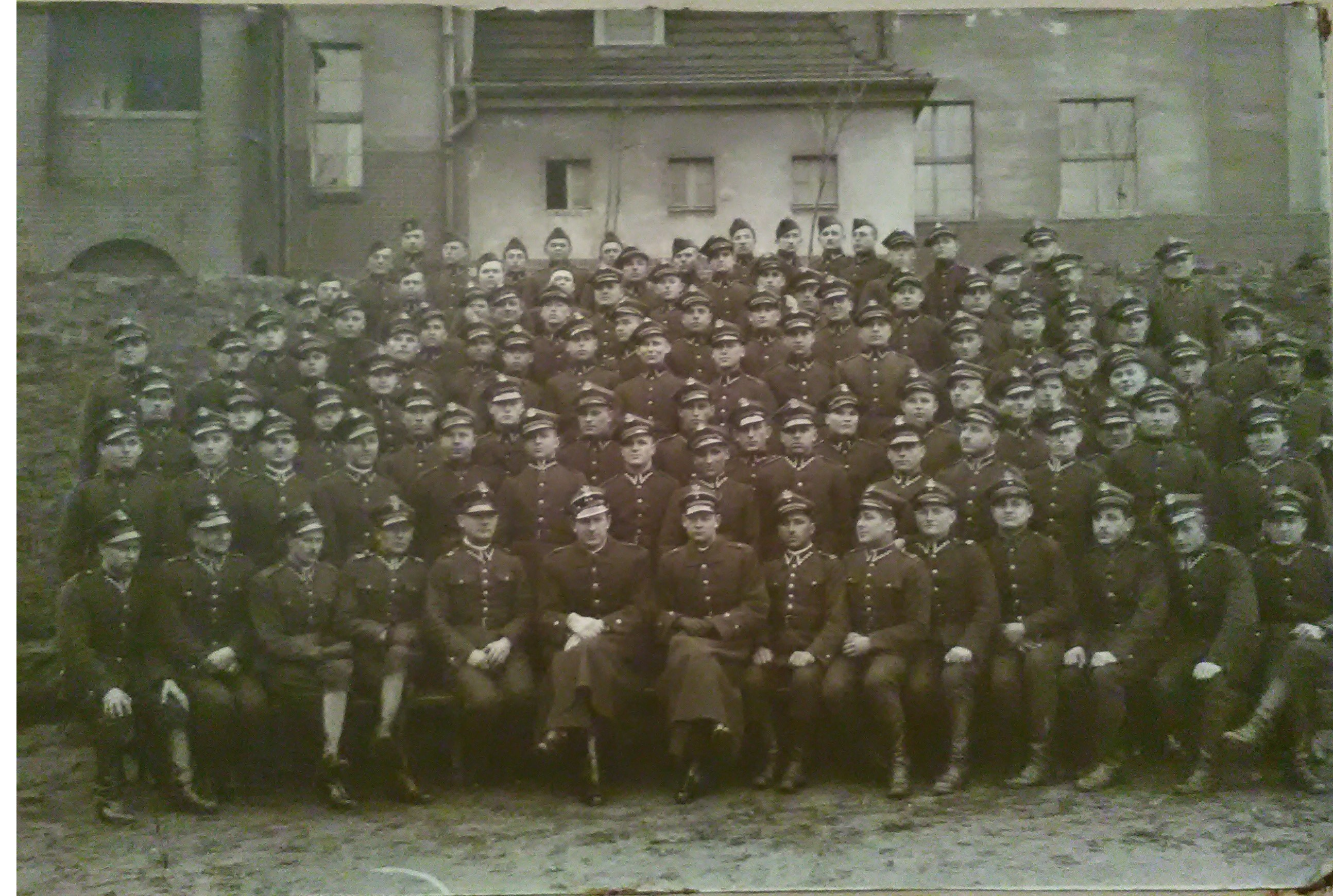
Żołnierze OSP 16 DP w 1939

16 batalion saperów (16 bsap) – oddział saperów Wojska Polskiego.
Batalion nie występował w pokojowej organizacji wojska. Został sformowany w 1939 przez Ośrodek Sapersko-Pionierski 16 DP.

## Geneza
W latach 1921–1929, w składzie 8 pułku saperów funkcjonował XVI batalion saperów. Batalion powstał z połączenia 3 kompanii XVIII batalionu saperów, przemianowanej na 1/XVI bsap i 3 kompanii XX batalionu saperów, przemianowanej na 2/XVI bsap. Na wypadek wojny XVI bsap miał być przydzielony do 16 Dywizji Piechoty. Pododdziałem dowodzili między innymi: kpt. Jakub Witkowski i kpt. Karol Domes (od XI 1922).
W lutym 1935 roku, w garnizonie Grudziądz, sformowana została 16 kompania saperów. Nowy pododdział zorganizowany został na bazie kompanii saperów wydzielonej ze składu 8 batalionu saperów. Z dniem 1 lutego 1935 roku wyznaczona została obsada personalna kompanii:
- dowódca kompanii – kpt. Tadeusz II Marynowski
- dowódca plutonu – por. Tadeusz Jan Góralski
- dowódca plutonu – ppor. Zdzisław Stanisław Castellaz
- dowódca plutonu – ppor. Stanisław Mędelewski

Kompania podporządkowana została dowódcy 16 Dywizji Piechoty.

### Ośrodek Sapersko-Pionierski 16 DP
W maju 1937 roku 16 kompania saperów przeformowana została w Ośrodek Sapersko-Pionierski 16 DP. Pod względem wyszkolenia ośrodek podporządkowany został dowódcy 3 Grupy Saperów. Ośrodek stacjonował w Grudziądzu.
Organizacja i obsada personalna ośrodka
Organizacja i obsada personalna ośrodka w marcu 1939 roku:
- dowódca ośrodka – mjr Eugeniusz Szubert
- adiutant – por. Kozłowski Bolesław (*)[b]
- oficer materiałowy – ppor. Żołądź Stanisław Marian Piotr
- oficer mobilizacyjny – por. Kozłowski Bolesław (*)[b]
- dowódca kompanii saperów – por. Pietrzykowski-Godziemba Alojzy
- dowódca plutonu – ppor. Gadus Aleksander
- dowódca plutonu specjalnego – por. Zalewski Franciszek

Ośrodek był jednostką mobilizującą. Zgodnie z planem mobilizacyjnym „W” ośrodek miał sformować, w mobilizacji alarmowej, w grupie jednostek oznaczonych kolorem niebieskim, cztery pododdziały:
- Szefostwo Fortyfikacji „Grudziądz” (typ II)
- Dowództwo Grupy Fortyfikacyjnej nr 82
- 16 batalion saperów (typ IIa)
- drużyna przeprawowa pionierów piechoty nr 16

W dniach 24-25 marca 1939 roku ośrodek przeprowadził mobilizację wymienionych wyżej pododdziałów, które zgodnie z planem operacyjnym „Zachód” weszły w skład Armii „Pomorze”.

## 16 bsap w kampanii wrześniowej
Formowanie batalionu rozpoczęto od 12 sierpnia 1939.
W czasie kampanii wrześniowej batalion z drużyną przeprawową pionierów piechoty walczył w składzie macierzystej dywizji, między innymi w bitwie nad Osą i nad Bzurą.
1 września 1939 roku w czasie krótkiego postoju w Pokrzywnie pluton został ostrzelany z broni maszynowej przez polski samolot. Trzech saperów zostało rannych, w tym jeden ciężko. Dowódca batalionu rozkazał by pluton chemiczny w czasie marszu i postoju pozostawał w pewnej odległości od pozostałych pododdziałów z uwagi na posiadany iperyt. 17 września 1939 roku Załuskowie na pisemny rozkaz dowódcy batalionu został zniszczony cały sprzęt i środki chemiczne plutonu z wyjątkiem wozów.
13 września 1992 dziedzictwo tradycji 16 batalionu saperów przyjął 47 batalion saperów z Tczewa.

### Organizacja wojenna i obsada personalna batalionu
Obsada personalna we wrześniu 1939:
Dowództwo batalionu
- dowódca – mjr Eugeniusz Szubert
  - zastępca dowódcy – kpt. Adam Roman Rolnik
  - oficer gospodarczy – por. rez. int. Zygmunt Kroehnke[c]
  - oficer materiałowy – ppor. sap. Stanisław Marian Piotr Żołądź[d]
- 1 kompania saperów – por. Zdzisław Alojzy Pietrzykowski–Godzięba
- 2 kompania saperów – ppor. Aleksander Gadus[e]
  - dowódca II plutonu – ppor. rez. sap. Brunon Edmund Pasiński[f]
- 3 zmotoryzowana kompania saperów – por. Franciszek Zalewski (16 IX 1939 ranny)
- kolumna saperska – por. rez. inż. Bolesław Zdzisław Sakowski
- pluton chemiczny – ppor. rez. sap. Bernard Bednarski[g]

Pluton chemiczny liczył jednego oficera i 40 saperów. Poza dowódcą plutonu tylko jeden podoficer zawodowy i jeden kapral byli żołnierzami służby czynnej. Pozostali żołnierze zostali powołani z rezerwy. 25% z nich było narodowości niemieckiej, w tym kilku podejrzanych o przynależność do nielegalnej organizacji. Rezerwiści w ogóle nie byli przeszkoleni w służbie przeciwgazowej. Na wyposażeniu plutonu znajdowały się między innymi 72 miny iperytowe i 20 beczek z chlorkiem wapnia. Każda mina zawierała 12 litrów iperytu. Użycie iperytu miało nastąpić na specjalny rozkaz. Na cztery, przewidziane etatem, wozy ogumione pluton otrzymał tylko dwa, a ponadto trzy wozy z poboru. Po brakujące wozy ogumione zostało wysłanych dwóch saperów do 2 pułku Saperów Kaniowskich w Puławach, lecz nie zdołali oni powrócić i dołączyć do jednostki. Wybuch wojny zastał pluton w koszarach Szefostwa Fortyfikacji Grudziądz.